# Benedictus Botha
Benedictus Botha (né le 21 juin 1978) est un athlète namibien, spécialiste du sprint.
Son meilleur temps sur 100 m est de 10 s 31, obtenu à Windhoek le 15 juillet 2000. Il termine 3e en 10 s 38 des Championnats de Namibie mais premier namibien en 2005. Il détient à ce jour (2011) le record namibien du relais 4 × 100 m, obtenu lors des Universiades de Pékin en 2001, où il termine également demi-finaliste du 100 m en 10 s 40.